# Leninskij rajon (Perm')
Il Leninskij rajon (in russo Ленинский район?) è uno dei sette distretti (rajon) della città di Perm' (Russia). È il centro culturale e commerciale di Perm. Sul territorio del distretto si trovano il nucleo storico della città, delle autorità comunali e regionali, nonché i monumenti storici e culturali più significativi.
L'area si trova su entrambe le sponde della Kama e si divide in due parti: riva sinistra e riva destra.